# 아일랜드 왕국
아일랜드 왕국(아일랜드어: Ríocht na hÉireann, 영어: Kingdom of Ireland)은 아일랜드섬에 수립된 군주국이자 잉글랜드 왕국(이후 그레이트브리튼 왕국)의 종속국이었다.
12세기 앵글로-노르만족의 아일랜드 침공 중 헨리 2세가 선포한 잉글랜드령 아일랜드 영지는 16세기에 들어서는 실효 통치하는 영역이 거의 사라져 아일랜드섬 대부분 지역을 게일인 귀족들이 소유하게 되었으나, 1542년 잉글랜드 국왕 헨리 8세가 일방적으로 아일랜드의 국왕을 자칭하고 튜더 정복을 벌이며 다시 아일랜드 전역을 지배해나가기 시작하였다. 이를 인정하지 않은 아일랜드인들은 여러 저항과 반란을 벌였으나 양국의 세력 격차는 더 커졌고 잉글랜드로부터의 개신교도 이주와 농장 확장도 진행되자 아일랜드의 넓은 지역이 잉글랜드의 식민지가 되어갔다. 1649년부터 1653년까지 있던 올리버 크롬웰의 아일랜드 원정과 1694년 윌리엄 3세의 국왕 즉위를 두고 일어난 윌리엄 전쟁을 거치며 아일랜드에 대한 영국의 지배력은 더욱 강화되었다.
1801년에 그레이트브리튼 왕국과 공식적으로 합병하여 그레이트브리튼 아일랜드 연합왕국이 됨으로써 아일랜드 왕국은 폐지되었다.